# Blohm & Voss BV 142
Das Flugzeug Blohm & Voss BV 142 ist eine zunächst zivile Entwicklung für den transatlantischen Postflug, das ursprünglich für die Lufthansa bestimmt war. Der Erstflug fand am 11. Oktober 1938 statt. Es ist ein viermotoriger Tiefdecker mit hochgesetztem Höhenleitwerk und doppeltem Seitenleitwerk auf Basis des Schwimmerflugzeugs Blohm & Voss Ha 139.

## Geschichte

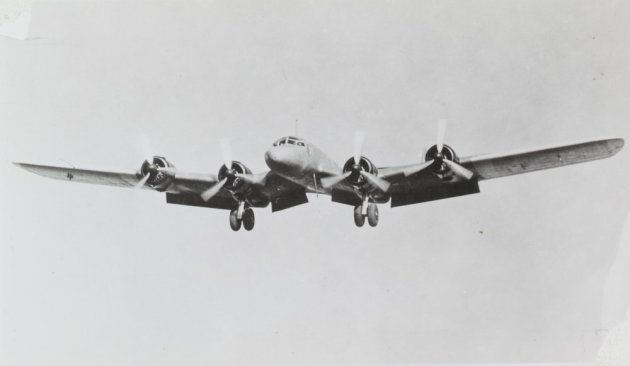
Blohm & Voss Bv 142

Die Ha 142, später BV 142, war ein viermotoriges Postflugzeug mit BMW-132H-Einheitsmotoren. Es beruhte auf dem Schwimmerflugzeug Ha 139, war jedoch als Landflugzeug für den Transport von 500 kg Post auf der Südamerika-Strecke der DLH (Stuttgart–Natal) ausgelegt. Die Entwicklung wurde vom Hamburger Flugzeugbau im Jahre 1937 im Auftrag des Reichsluftfahrtministeriums (RLM) für die Deutsche Lufthansa aufgenommen. Das erste Flugzeug flog 1938, das zweite 1939. Auf Grund erheblicher technischer Probleme verzögerte sich die Abnahme der beiden Flugzeuge durch die DLH bis Kriegsbeginn. Zu diesem Zeitpunkt übernahm das RLM die bei Blohm &Voss in Werkserprobung befindlichen Flugzeuge. Für die Luftwaffe wurde aus dem Postflugzeug ein Fernaufklärer entwickelt und alle vier produzierten Flugzeuge entsprechend umgebaut. Der Einsatz der BV 142 V1 und V2 erfolgte im Sommer 1940 bei der 1.(F)/AGrObdL. Die von der Erprobungsstelle Travemünde genutzte V3 stürzte im September 1940 bei Neustadt/Holstein ab, wobei fünf Zivilangestellte der Erprobungsstelle ums Leben kamen. Wegen fehlender Eignung zum Fernaufklärer wurden die restlichen Flugzeuge schnell wieder zurückgezogen und vermutlich verschrottet.

## Konstruktion
Tragwerk
Die Maschine besaß auch den charakteristischen Knickflügel, der dreiteilig ausgeführt war. Der freitragende Flügel wurde durch den charakteristischen Blohm&Voss-Röhrenholm stabilisiert, der aus einem Rohr großen Durchmessers bestand. Dieser Röhrenholm nahm auch, in fünf Abschnitte unterteilt, den Kraftstoff auf. Dabei war das Mittelstück metallbeplankt, während die Außenflügel eine Stoffbespannung aufwiesen. Zur Verringerung der Landegeschwindigkeit erhielten die Maschinen sechs hydraulisch betätigte Spreizklappen am mittleren Flügelstück.
Rumpf
Der Rumpf war in Ganzmetallschalenbauweise hergestellt. Er besaß einen annähernd runden Querschnitt.
Fahrwerk
Das Hauptfahrwerk war vollständig einziehbar und doppeltbereift. Um das Hauptfahrwerk aufnehmen zu können, wurden die Motorengondeln der inneren Motoren nach hinten verlängert. Das Hauptfahrwerk fuhr nach hinten in diese Motorgondeln ein. Das Spornrad wurde ebenfalls nach hinten in den Rumpf eingefahren. Die Fahrwerksbetätigung erfolgte hydraulisch.

## Prototypen
| Prototyp | W.-Nr. | Zulassung | Stammkennzeichen | Baujahr | An Luftwaffe        | Abgang   | Grund   |
| -------- | ------ | --------- | ---------------- | ------- | ------------------- | -------- | ------- |
| V1       | 218    | D-AHFB    | PC+BB kurz HA+BA | 1938    | Juni/Juli 1940      |          |         |
| V2       | 219    | D-ABUV    | PC+BC            | 1939    | Juni/Juli 1940      |          |         |
| V3       | 437    | ohne      | PC+BD            | 1940    | September 1940      | 11.09.40 | Absturz |
| V4       | 438    | ohne      | PC+BE            | 1940    | vmtl. November 1940 |          |         |

## Technische Daten BV 142 nach Umbau zum Fernaufklärer
| Besatzung                      | 5 |
| Länge                          | 20,45 m |
| Flügelspannweite               | 29,53 m |
| Höhe                           | 4,44 m |
| Flügelfläche                   | 130 m² |
| Flügelstreckung                | 6,7 |
| Leermasse                      | 11.000 kg |
| maximale Startmasse            | 16.500 kg |
| Höchstgeschwindigkeit          | 375 km/h |
| optimale Marschgeschwindigkeit | 325 km/h |
| Landegeschwindigkeit           | 100 km/h |
| Steigleistung in Bodennähe     | 6,70 m/s |
| Dienstgipfelhöhe               | 9.000 m |
| Reichweite                     | 3.900 km |
| Antrieb                        | vier Neunzylinder-Sternmotoren BMW 132 H1 zu je 880 PS (647 kW) Startleistung, als Einheitstriebwerke ausgeführt |
| Luftschraube                   | 3,50 m Durchmesser, dreiflügelig, Metall, verstellbar                                                            |
| Kraftstoffkapazität            | 6.560 l im Rohrholm                                                                                              |
| Schmierstoffkapazität          | 600 l |
| Bewaffnung                     | fünf MG 15 vier Bomben mit je 100 kg oder acht Bomben mit je 50 kg                                               |